# Letnik
 (mars 2020).

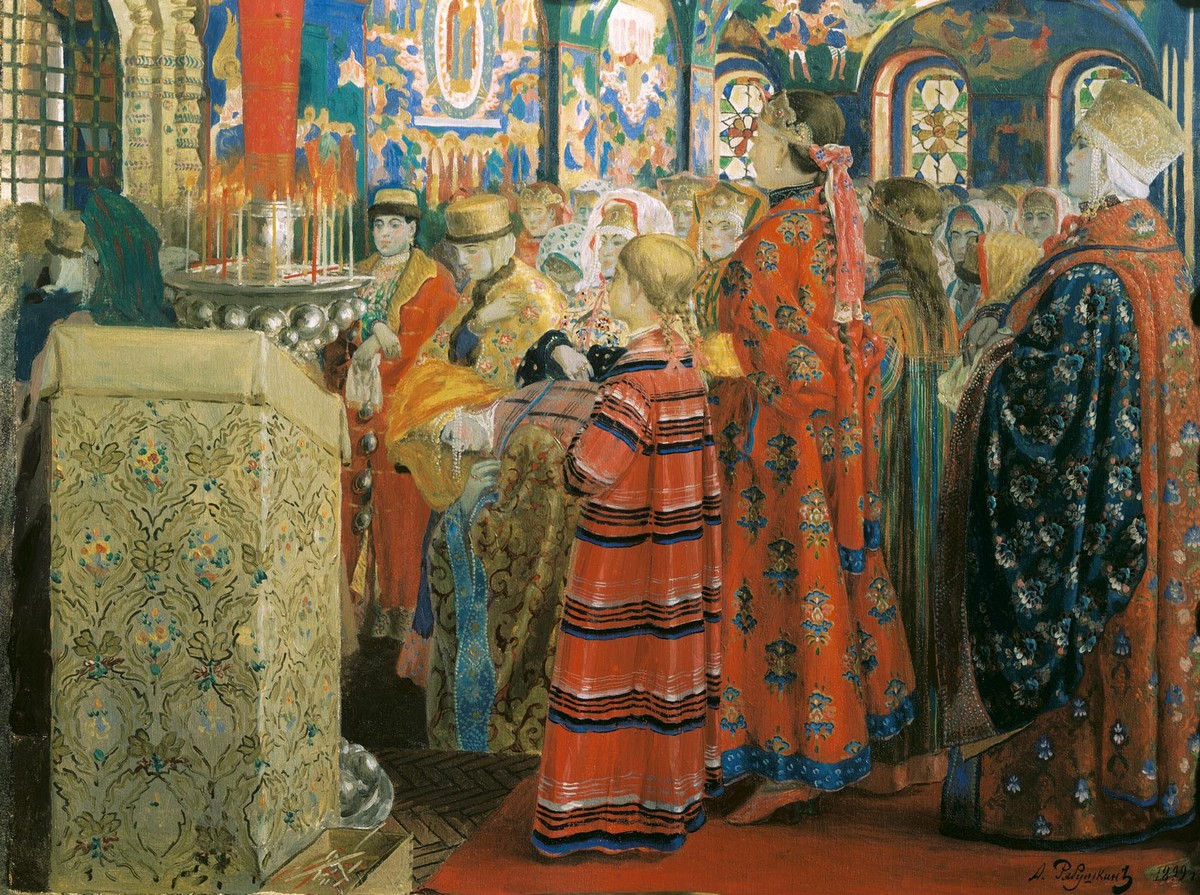
Andreï Riabouchkine. « Femmes russes du XVIIe siècle dans une église ». 1899. La femme de droite porte un letnik. Les grandes manches sont visibles sur le tableau.

Un letnik (en russe : Летник) est un vêtement ancien porté par les femmes en Russie. La forme plurielle en langue russe est letniki.
Ce vêtement est long et de forme évasée vers le bas. Il est boutonné jusqu'au cou. Les manches sont très larges et très longues. On appelle ces manches en russe des nakapki. Pour qu'elles ne traînent pas sur le sol, les femmes doivent veiller à garder les bras pliés aux coudes.

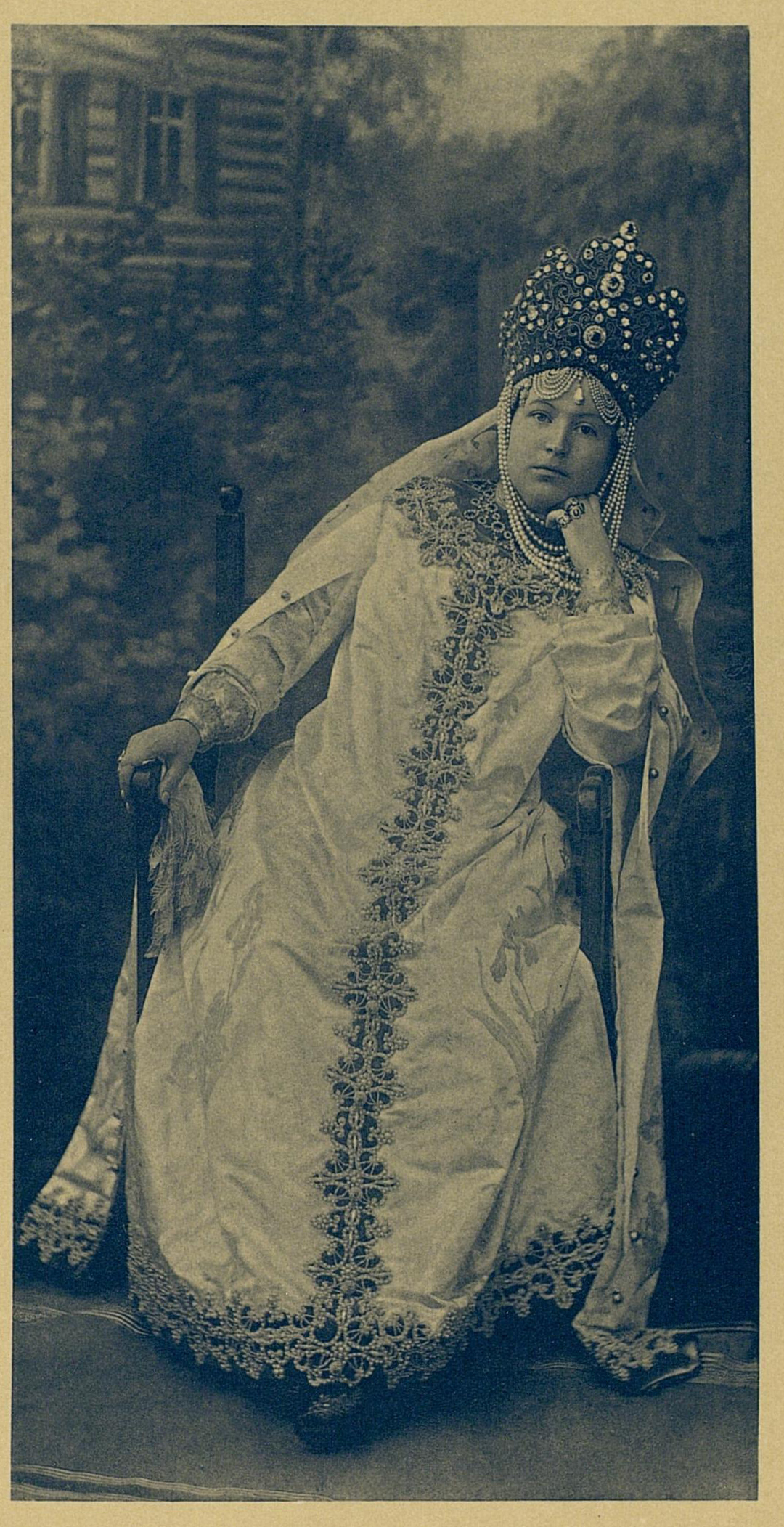
La duchesse Leikhenberskaïa en letnik pour le bal en 1903

Les letniki étaient réalisés en tissus monochromes à motifs, généralement en damas avec une doublure en taffetas. Les emmanchures étaient le plus souvent brodées d'or, d'argent et de soie et rehaussées de perles et de pierres précieuses. Un petit col de fourrure rond pouvait être attaché l'été. Le corsage était boutonné à l'avant. Pour l'hiver, il existait un modèle en fourrure. 
La première épouse de Pierre Ier le Grand, la tsarine Eudoxie Lopoukhine, possédait 56 letniki dans sa garde-robe.